# Malik Newman
Malik Tidderious Newman, né le 21 février 1997 à Shreveport en Louisiane, est un joueur de basket-ball américain évoluant au poste d'arrière.

## Biographie
Le 9 février 2020, il signe un contrat de 10 jours avec les Cavaliers de Cleveland.
Fin décembre 2021, il signe à nouveau pour 10 jours avec les Cavaliers de Cleveland.